# Cvetan Sztanev
Cvetan Sztanev, bolgár nyelven: Цветан Станев (Szófia, 1927. június 13. – ?, 1997) bolgár nemzetközi labdarúgó-játékvezető.

## Pályafutása

### Nemzetközi játékvezetés
A Bolgár labdarúgó-szövetség Játékvezető Bizottsága (JB) 1971-ben terjesztette fel nemzetközi játékvezetőnek, a Nemzetközi Labdarúgó-szövetség (FIFA) bíróinak keretébe. Több nemzetek közötti válogatott és klubmérkőzést vezetett. A bolgár nemzetközi játékvezetők rangsorában, a világbajnokság-Európa-bajnokság sorrendjében többedmagával a 20. helyet foglalja el 1 találkozó szolgálatával. Az aktív nemzetközi játékvezetéstől 1976-ban búcsúzott.

#### Európa-bajnokság
Az európai-labdarúgó torna döntőjéhez vezető úton Jugoszláviába az V., az 1976-os labdarúgó-Európa-bajnokságra az UEFA JB játékvezetőként foglalkoztatta.
| Időpont         | Helyszín                  | Mérkőzés típusa           | Mérkőzés      | Eredmény | Nézők száma |
| --------------- | ------------------------- | ------------------------- | ------------- | -------- | ----------- |
| 1975. május 11. | Tsirion Stadion, Limassol | előselejtező (1. csoport) | Ciprus–Anglia | 0 : 1    | 15 708      |